# Illadopsis cleaveri
Falso-tordo-de-barrete ou iladópsis-de-barrete-preto (Illadopsis cleaveri) é uma espécie de ave da família Timaliidae.
Pode ser encontrada nos seguintes países: Camarões, República Centro-Africana, República do Congo, Costa do Marfim, Guiné Equatorial, Gabão, Gana, Guiné, Libéria, Nigéria e Serra Leoa.
Os seus habitats naturais são: florestas subtropicais ou tropicais húmidas de baixa altitude.